# RISKY〜復讐は罪の味〜
『RISKY〜復讐は罪の味〜』（リスキー ふくしゅうはつみのあじ）は、たちばな梓による漫画作品。『めちゃコミック』（アムタス）にて連載された。同サイトにて累計ダウンロード数が1700万を突破し、ランキング１位を獲得している。 単行本全3巻が既刊。 
幼い頃に事故で両親を失い、姉に育てられた女性が姉の人生を狂わせた「女」に復讐を仕掛けていく「ゾクキュン」ラブ・サスペンス。MBSドラマ特区枠にて、萩原みのり主演でテレビドラマ化され、2021年3月26日から5月7日まで放送された。
なお、タイトル名はB'zの4作目のオリジナル・アルバム『RISKY』から、たちばな梓が名付けたもので、サブタイトルにはめちゃコミック編集部提供のタイトル案の1つが使用されている。

## 主な登場人物
広瀬ひなた
両親を事故で失い、姉・かなたに育てられる。
姉からの手紙で事情を知り、二股をして姉を捨てた亨と姉を流産させ、自殺に追い込んだ美香に復讐を遂げようとする。
復讐が達成されようとした頃、姉の手紙などで姉と亨が結婚できなかった大きな理由が自分にあったことを知り、自分の存在を極限まで否定してしまう。
浅井光汰
広瀬姉妹の幼馴染みで、姉妹とは家族のような間柄。ひなたの復讐の手助けをする。
ライバル会社・亜武商事の社員の名を騙り、美香の失態や嫌がらせのため会社に居場所をなくした亨に引き抜きの話を持ちかけ、機密情報を入手する。
黒田美香
社内の女子の嫌われ者。かなたの妊娠を知った亨が美香と別れようとしたため、かなたを階段から突き落として流産させる。
ひなたの仕掛けにより、婚約破棄に追い込まれ、光汰との画像などを自分のアドレスから社内一斉送信させられるなど、絶望的な状況になっている。
広瀬かなた
ひなたの姉。親代わりとなってひなたを育てる。
婚約者の亨に浮気をされていた。自ら命を絶ってしまい、亨や美香に対する怒りや悲しみなどを書いた手紙を1年後にひなたに届くようにし、さらに月日が経過した後で、ひなたに対する恨みなどを書いたもう1通の手紙が届くようにしていた。
桜井亨
美香の婚約者。銀杏商事勤務の優秀な商社マン。かなたの婚約者だったが、美香と二股していた。かなたの妹と知らずにひなたに惹かれていく。
部長のホームパーティーで、ひなたの仕掛けにより錯乱した美香が部長の孫を突き飛ばすなどしたため、海外子会社に出向を言い渡され、美香とも婚約破棄となった。

## 書誌情報
- たちばな梓『RISKY〜復讐は罪の味〜』大誠社〈Only Lips comics〉、全3巻
  1. 2019年05月17日発売、ISBN 978-4-86518-082-4
  2. 2019年12月24日発売、ISBN 978-4-86518-088-6
  3. 2020年08月19日発売、ISBN 978-4-86518-096-1

## テレビドラマ
『RISKY』(リスキー）のタイトルで、2021年3月26日から5月7日まで、毎日放送の深夜ドラマ枠『ドラマ特区』で放送された。主演は、地上波連続ドラマ初主演となる萩原みのり。
TSUTAYAプレミアム/TSUTAYA TVでは、3月18日から各話放送1週間前の先行配信がされた。
なお、テレビドラマ化にあたっては、原作にはないドラマオリジナルストーリーを展開し、復讐の結末もドラマオリジナルの内容となっている。

### あらすじ（テレビドラマ）
黒田美香は会社で上司に媚び、近々結婚するからと面倒な仕事は同僚に押し付けるなどの行為のため、女性社員から嫌われている。
そんなある日、美香にSNSの新規フォロワーの通知が胎児のエコー写真のアイコンを使った気味の悪いアカウントから届く。また、美香が帰宅すると鍵が開いており、窓には無数の赤ん坊の手形が貼り付いていたりと、度重なる不気味な出来事に、美香は次第に精神的に追い込まれていく。
広瀬かなたは、桜井享の元婚約者で妊娠もしていたが、美香に歩道橋の階段から突き落とされ、流産して婚約者の亨も美香に奪われる。美香の仕打ちと亨の裏切りを姉・かなたが残した手紙で知った広瀬ひなたは、「こいつらだけは絶対に許さない」と復讐を誓い、2人を追い詰めていく。

### キャスト

#### 主要人物
広瀬ひなた（ひろせ ひなた）〈23〉→ 浅井ひなた（あさい ひなた）
演 - 萩原みのり（幼少期：寺田藍月、中学時代：芹沢凜）
両親を事故で失い、8歳上の姉・かなたに育てられる。
姉の仇を取るために黒田美香や桜井亨に近づき、光汰とともに二人を追い詰めていく。
だが、美香に復讐の報復として、美香の元彼たちに拉致・乱暴されようとしたり、美香に刃物で襲われかける。
生きて帰ってきたかなたからは、あなたさえいなければと執拗に責められた上、光汰と関係を持ったことも聞かされる。
大きなショックを受けて、私さえいなければと呆然と道路に出て事故に遭い、病院で意識は回復するが、記憶を失っており、自分が誰かも分からなくなってしまう。
光汰に頼まれて病室に来たかなたから、光汰とは何もなかったこと、ひなたと名付けた時の気持ちなどを話しかけられて、ようやく記憶が戻ってくる。
浅井光汰（あさい こうた）〈24 - 25〉
演 - 宮近海斗（Travis Japan/ジャニーズJr.）
広瀬姉妹とは幼馴染み。ひなたの復讐の手助けをしている。
美香の職場のバイト職員として美香に接近し、ひなたを探るふりをするなど複雑な立場だったが、美香を追い詰める映像などを得た後、美香の職場を辞める。
その後、ライバル会社・亜武商事人事部の社員の名を騙り、亨に引き抜きの話を持ちかけ、会社に居場所をなくした亨から機密データを会社から持ち出すよう仕向ける。
ひなたのことを責めて許せないと言い放つかなたに、姉妹の写真の笑顔まで嘘とは思えないと言う。
そして、もう一度「本当のひなたとかな姉」に会いたいと願い、ひなたに会ってやってくれとかなたに頼み込む。
黒田美香（くろだ みか）〈26〉
演 - 山下リオ  （幼少期：松岡夏輝、中学時代：菊地麻衣）
かなたから強引なやり方で亨を奪い、婚約者となったが、部長宅での失態などにより婚約破棄される。
さらに、光汰との情事画像などを自分のアドレスから社内一斉送信させられるなど追い詰められ、半狂乱になって亨のマンションや会社に押しかける。
亨を奪われた報復として、坂本たちにひなたを乱暴させようとするが、ひなたが盗聴アプリで記録したデータを取り返せと坂本に言われ、逆に乱暴される。
母のようになりたくないという必死の思いから、ハイスペックな商社マンである亨に接近し、執着していた。
広瀬かなた（ひろせ かなた）〈31〉
演 - 深川麻衣 （幼少期：山崎莉里那）
ひなたの姉。両親を事故で亡くし、親代わりとなってひなたを育てる。亨の元婚約者。
美香に流産させられ、亨に裏切られた絶望から、ひなたに手紙を残して命を絶ってしまったと思われていたが、実は生きており、ひなたと光汰の所に帰ってくる。
久しぶりに会ったひなたから亨と美香への復讐を聞かされるが、何もかもひなたのせいだと執拗にひなたを責めて追い詰めていく。
ひなたが事故に遭って記憶も失ったと光汰から聞いても、本心かどうかは分からないが、冷淡な反応をする。
それでも、最後に病室のひなたの所に行き、ひなたのことは憎くて許せないが、お日様のように皆を幸せにすると願って「ひなた」と名付けた時の気持ちは忘れられないと言う。
そして、ひなたが自分自身のことを思い出したのを確認すると、もう会うことはないと去って行く。
桜井亨（さくらい とおる）〈30〉
演 - 古川雄輝
銀杏商事の優秀な商社マン。かなたは元婚約者。美香と浮気の後で婚約したが、婚約破棄に至っている。
ひなたがかなたの妹で、姉の復讐のため接近してきたと気付かずに、ひなたに安らぎを感じ惹かれていく。
海外への異動を言い渡された後、部長に頼み込んで得た最後のチャンスも、美香が亨に会わせろと部長にすがりついたため、失われてしまう。
その上、会社から持ち出し自宅のPCにあった会社の機密データも、ひなたに全てライバル会社に流され、部長が激怒し電話してくる。
錯乱した美香がはさみでひなたに襲いかかろうとするが、ひなたをかばって腕を刺され入院する。
かなたには何度もプロポーズしていたが、妹が高校を卒業するまでは待ってほしいというやり取りが6年間続いていたことを光汰に明かす。

#### 美香の職場関係
松野
演 - 高山璃子
美香の同僚。美香から結婚を理由に仕事を押しつけられたが、美香が婚約破棄された後、押しつけられた仕事を突き返している。
佐藤
演 - 斉藤千穂
美香の同僚。上司にだけ媚びる嫌な女だと美香に反感を持っている。
林田
演 - 石井礼美
美香の同僚。美香に反感を持ち、結婚まで待たずに辞めてほしいと思っている。
部長
演 - 橋本達也
美香の上司。美香に言いくるめられ、美香の担当の仕事を松野に担当させてしまう。
職場の同僚
演 - 三橋栄香、松本祥佳、稲葉佳那子、久渡まゆ美、喜多真也、下城麻菜

#### 亨の職場関係
村井
演 - 渕野右登
亨の後輩社員。仕事でミスをして亨から励ましてもらう。亨に憧れていたが、亨の左遷が決まった後は手のひらを返す。
山崎
演 - 平田雄也(#3~5)
亨の同期社員。亨とは仲が良くない。海外へ異動させられる亨の仕事を引き継ぐ。
樺沢
演 - 森田順平
部長。亨の上司。会社の前で亨と美香が言い争いをしている所に居合わせ、亨の婚約を知る。亨のことは部のエースだと高く評価していた。
亨の婚約者・美香の孫への乱暴に怒り、亨をプロジェクトから外し、海外への異動を言い渡す。
会社の機密情報が亨のせいでライバル会社に流出したことに激怒する。
樺沢の妻
演 - 蓬萊照子(#3)
樺沢の娘
演 - 鳥越ゆみ(#3)
樺沢の孫
演 - 池谷美音(#3)
ホームパーティーで美香のスカートに手形汚れを付けてしまい、ひなたの仕掛けにより怯えた美香に突き飛ばされる。
樺沢の孫
演 - 山口詠士(#3)
泣く赤ちゃん。美香にうるさいと怒鳴られる。

#### 広瀬姉妹・光汰の関係
広瀬知子
演 - 森下ひさえ(#6、7)
広瀬姉妹の母。夫と結婚記念日の旅行中に事故に遭い、亡くなってしまう。
妊娠中に、幼かった頃のかなたから生まれてくる子の名前は「ひなた」がいいと話しかけられて、幸せな名前だねと答えている。
ひなたと光汰の娘
演 - 西冨あさ希(#7) 、吉原悠莉(#7)
明るくて、元気いっぱいの娘たち。
数年ぶりに現れて「昔、妹によく作ってあげてたの」と嬉しそうに言うかなたから、シロツメクサの髪飾りをもらう。
そして、きれいなおねえさんからもらったと言って、ひなたと光汰に見せる。
広瀬姉妹の親戚
演 - 坂本文子(#2)、鈴樹志保(#2)
誰がひなたを引き取るか話している。
ひなたの彼氏を装った男
演 - 梅田修平(#1)
別れ話に逆上し、ひなたにコップの水をかける。
隣のテーブルにいた美香にも水がかかるようにし、ひなたと美香が接近するきっかけを作る。

#### 美香の関係
美香の母
演 - 罍陽子(#4、5)
美香に金の無心に来る。
夫が浮気した女に夫を取られ離婚し、美香と困窮した生活をしてきた。
坂本
演 - 木村知貴(#5)
美香の元彼。美香に頼まれ、五味らにひなたを襲わせたが、盗聴アプリがあると聞き、ひなたを解放する。
次に、ひなたに画像と音声データを撮られたことで美香を責め、五味らに襲わせる。
五味
演 - 寺中寿之(#4、5)
坂本の指示でひなたを拉致して乱暴しようとしたが、ひなたからアプリで脅され、ためらう。
武井
演 - 古矢航之介(#4、5)
坂本の指示でひなたを拉致して乱暴しようとし、やはり坂本の指示で次に美香に乱暴する。

#### 病院、警察関係
産婦人科医
演 - 安田美香(#6)
かなたに妊娠7週目だと告げる。
刑事
演 - 平子悟(#6)
亨の病室に、加害者の美香とは話し合いで解決するか確認に来る。
医師
演 - 松永博史(#7)
ひなたの担当医師。ひなたの記憶が戻らない理由は、脳しんとうの一番酷いパターンか、もしくは本人が強く思い出したくないと思っているか、どちらかとだと言う。
看護師
演 - 宇乃うめの(#7)
ひなたの担当の看護師。
かなたに責められる声を聞いて罪悪感に苦しむひなたに光汰が駆け寄るが、一度外に出るようにと言う。
看護師
演 - 中垣内彩加(#7)
美香の担当の看護師。
亨が病室を訪ねたが、今は誰ともしゃべりたくないと言っていると伝える。

#### その他
かなたのスタント
演 - 大槻響(#1~3、#6)
かなたが美香に歩道橋の階段から突き落とされる場面のスタント。

- 米山真平(#4)
- 藤原智之(#5)
- 中山孟(#5)
- 並木大輔(#6)

＊「#」は、Episode（話数）を示します。（例：Episode 1→ #1） 

### スタッフ
- 原作 - たちばな梓『RISKY〜復讐は罪の味〜』（めちゃコミックオリジナル）
- 監督 - 原廣利、佐藤竜憲
- 脚本 - 坪田文
- 音楽 - 安達練
- 主題歌 - FantasticYouth「品行崩壊」（ユニバーサルJ）[16]
- 撮影 - 橋本篤志、溝口浩平
- 照明 - 浜田研一
- 録音 - 高島良太
- 編集 - 鈴木翔
- 美術 - 清水基恵
- 装飾 - 中嶋誠宗
- スタイリスト - 古館謙介
- ヘアメイク - 貴島貴也
- アソシエイトプロデューサー - 恵美滋之、石崎大介、藤井友美子
- 助監督 - 原田健太郎
- 制作担当 - 阿部悦子
- スチール - 森下里香
- チーフプロデューサー - 後藤哲
- プロデューサー - 遠藤里紗、尹楊会、宮川宗生
- 制作プロダクション - ホリプロ
- 幹事会社 - カルチュア・エンタテインメント
- 製作 - 「RISKY」製作委員会、毎日放送

### 原作からの主な変更点
Episode 1
- ひなたが美香に接近するきっかけ
  - 原作…電車の中でひなたが美香にぶつかって美香のスマホを落としてしまい、拾うときに自分のスマホと取り違えたため、ひなたから美香に連絡する。
  - ドラマ…杏子堂で「ひなたの彼氏」が別れ話に逆上し、ひなたに浴びせたコップの水が隣のテーブルにいた美香にもかかる。

- 光汰が美香に接近するきっかけ
  - 原作…美香が亨の会社の前で亨と言い争いをした後、赤ちゃんの泣き声で過呼吸になり、光汰が心配して駆け寄り声をかける。
  - ドラマ…光汰は美香の会社でバイトをしており、美香が松野に押しつけた仕事を手伝うと言い、デート1回分と貸しにしている。

Episode 2
- 美香の依頼でひなたを探る光汰（原作にない設定）
  - 美香に嫌がらせしている奴を探し出してと言われた光汰が、ひなたと亨が路上で話をしている写真を美香に送信し、美香の指示で光汰がひなたを追いかけて脅す（ふりをする）。その後、美香に白か黒かと聞かれた光汰が「多分あの子じゃない。嫌がらせとかそんなことする度胸なさそう」と答えている。

- かなたからの手紙
  - 原作…かなたの一周忌が終わって帰宅すると、かなたからの手紙が届いていた。かなたからの手紙は時期をずらして2回届いており、これは最初の手紙で、美香や亨に対する怒りや悲しみなどを書き綴ったもの。
  - ドラマ…自ら命を絶ったと思われたかなたが、遺書のような形で手紙を残したもの。内容は原作の1回目の手紙と同じ。

Episode 5、6
- かなたの生還（原作にない設定で最大の変更点）
  - かなたが生きて戻って来て、「あなたがいなければ、亨と結婚してた。亨と美香が出会うこともなかった。私の赤ちゃんが死ぬことも!」などとひなたを執拗に責める。その上、光汰と関係を持ったと話して追い詰める。
  - 原作でも、かなたの死後にひなたに届くようにした2回目の手紙に、ひなたに対する黒い感情が書き綴られ、光汰と関係を持ったことも書かれているが、ドラマの台詞の方が原作の手紙よりもかなり辛辣で、ひなたを追い詰める内容になっている。
  - 例えば、「私が一番復讐したかったのは、ひなた、あなたなの」という容赦のないドラマの台詞は、原作の手紙には書かれていない。「あなたがいなければ、亨と美香が出会うこともなかった」などのドラマの台詞も、罪の意識に苦しんだひなたの妄想として原作に描かれているが、原作ではかなたから発せられた言葉ではない。

- かなたの自殺について
  - 原作…警察から「広瀬かなたさんと思われる自殺体（原文のまま）が発見されました。ご遺体の確認を…」とひなたに連絡があった。
  - ドラマ…そのような場面が描かれておらず、#6では、光汰が「どこ探しても見つからなかった」と生きて戻ってきたかなたに言い、かなたも「何も覚えていない」と答えている。ただ、美香が探偵事務所に依頼したひなたに対する調査報告書(#5)には「広瀬かなた 姉 29歳（没）」と記載されており、死亡したはずのかなたが生還した経緯は不明。

Episode 7(最終話)
- 事故後に意識を回復したひなた
  - 原作…自分の存在を極限まで否定してしまって、自分のことを「広瀬かなた」と思い込むことでようやく生きることができたんだろうと医者に言われる。
  - ドラマ…記憶を失い、自分が誰だか分からなくなる。ひなたと呼びかけられても「ひなたじゃない!」と必死に否定し苦しむ。光汰からひなたの状態を聞いたかなたには「かわいそうに。けど、ざまあみろと思ってる」と言われる。

- ひなたの記憶の回復
  - 原作…紙袋に丁寧に包まれたかなたの遺影とUSBメモリを見つけて、毎日何度もデータを見るうちに記憶が少しずつ戻ってきて、自分はひなただと思い出す。
  - ドラマ…かなたから、ひなたと名付けた時の気持ちなどを話しかけられて、ひなたの記憶が戻り、自分はひなただと思い出す。

### 放送日程
| 話数      | 放送日   | 放送日       | 監督     |
| 話数      | 毎日放送 | テレビ神奈川 | 監督     |
| --------- | -------- | ------------ | -------- |
| Episode 1 | 3月26日  | 3月25日      | 原廣利   |
| Episode 2 | 4月02日  | 4月01日      | 原廣利   |
| Episode 3 | 4月09日  | 4月08日      | 佐藤竜憲 |
| Episode 4 | 4月16日  | 4月15日      | 佐藤竜憲 |
| Episode 5 | 4月23日  | 4月22日      | 佐藤竜憲 |
| Episode 6 | 4月30日  | 4月29日      | 原廣利   |
| Episode 7 | 5月07日  | 5月06日      | 原廣利   |

### ネット局
| 放送期間               | 放送時間                     | 放送局             | 対象地域   | 備考              |
| ---------------------- | ---------------------------- | ------------------ | ---------- | ----------------- |
| 2021年3月25日 - 5月6日 | 木曜 23:00 - 23:30           | テレビ神奈川       | 神奈川県   | 1時間59分先行放送 |
| 2021年3月26日 - 5月7日 | 金曜 0:59 - 1:29（木曜深夜） | 毎日放送           | 近畿広域圏 | 製作局            |
| 2021年3月27日 - 5月8日 | 土曜 0:00 - 0:30（金曜深夜） | 千葉テレビ         | 千葉県     |                   |
| 2021年4月1日 - 5月13日 | 木曜 0:00 - 0:30（水曜深夜） | テレビ埼玉         | 埼玉県     |                   |
|                        | 木曜 23:30 - 翌 0:00         | 群馬テレビ         | 群馬県     |                   |
| 2021年4月2日 - 5月14日 | 金曜 1:30 - 2:00（木曜深夜） | とちぎテレビ       | 栃木県     |                   |
| 2021年4月25日 - 5月6日 | 日曜 1:58 - 2:28（土曜深夜） | チューリップテレビ | 富山県     |                   |

| 毎日放送 ドラマ特区 | 毎日放送 ドラマ特区 | 毎日放送 ドラマ特区 |
| 前番組              | 番組名              | 次番組              |
| ------------------- | ------------------- | ------------------- |
| 西荻窪 三ツ星洋酒堂 | RISKY               | ラブファントム      |